# Tomasz Skibiński
Tomasz Skibiński (ur. 2 marca 1962) – polski ksiądz pallotyn, w latach 2005–2014 był rektorem Wyższego Seminarium Duchownego w Ołtarzewie, doktor habilitowany, teolog, patrolog.
W 1987 ukończył teologię na Akademii Teologii Katolickiej w Warszawie. Doktoryzował się tamże w 1996 w dyscyplinie historia. W 2019 habilitował na Uniwersytecie Kardynała Stefana Wyszyńskiego (UKSW) na podstawie pracy Obraz barbarzyńców w Cesarstwie Rzymskim w źródłach łacińskich lat 376–476. Wykłada na UKSW w Warszawie patrologię i historię Kościoła.
Święcenia kapłańskie przyjął 7 maja 1988 w Ołtarzewie z rąk kard. Józefa Glempa. W latach 1999–2005 był prowincjałem pallotyńskiej Prowincji Zwiastowania Pańskiego (Zachodniej).